# Bactris setiflora
Bactris setiflora é uma espécie de planta com flor da família Arecaceae. É encontrada apenas no Equador. Está ameaçada por perda de habitat.